# Mandarin Learning Center
Das Chinese Culture University Mandarin Learning Center (CCU MLC) (中國文化大學華語中心) ist weltweit eines der größten Sprachzentren zum Erlernen der chinesischen Sprache.

## Hintergrund
Das Mandarin Learning Center wurde 1992 von der Chinese Culture University gegründet. Das Mandarin Learning Center gehört zu den drei wichtigsten Sprachschulen in ganz Taiwan.

## Allgemeine Informationen
Jedes Jahr sind über 1000 internationale Studenten aus allen Ländern der Welt für das Chinesisch-Studium eingeschrieben, hierunter sind vor allem Studenten aus den USA, Australien, Japan, Südkorea, Vietnam, Thailand, Indonesien, Deutschland, Brasilien, Spanien und Italien.
Der Campus des MLC befindet sich in der Hauptstadt Taiwans, Taipeh. Es werden jeden Monat Chinesisch – Sprachkurse für internationale Studenten angeboten, die jeweils ein Trimester lang dauern. Der gesamte Unterricht ist anwendungsorientiert ausgerichtet. Die Sprachkurse richten sich an Anfänger und Fortgeschrittene, an Kinder und Erwachsene sowie an Berufstätige. Ebenfalls gibt es ein Programm für Lehrer, die Chinesisch als Sprache unterrichten möchten.